# Калваджезе дела Ривиера
Калваджѐзе дела Ривиѐра (на италиански: Calvagese della Riviera, на източноломбардски: Calvagés, Калваджез) е малко градче и община в Северна Италия, провинция Бреша, регион Ломбардия. Разположено е на 225 m надморска височина. Населението на общината е 3514 души (към 2013 г.).